# Блутритт

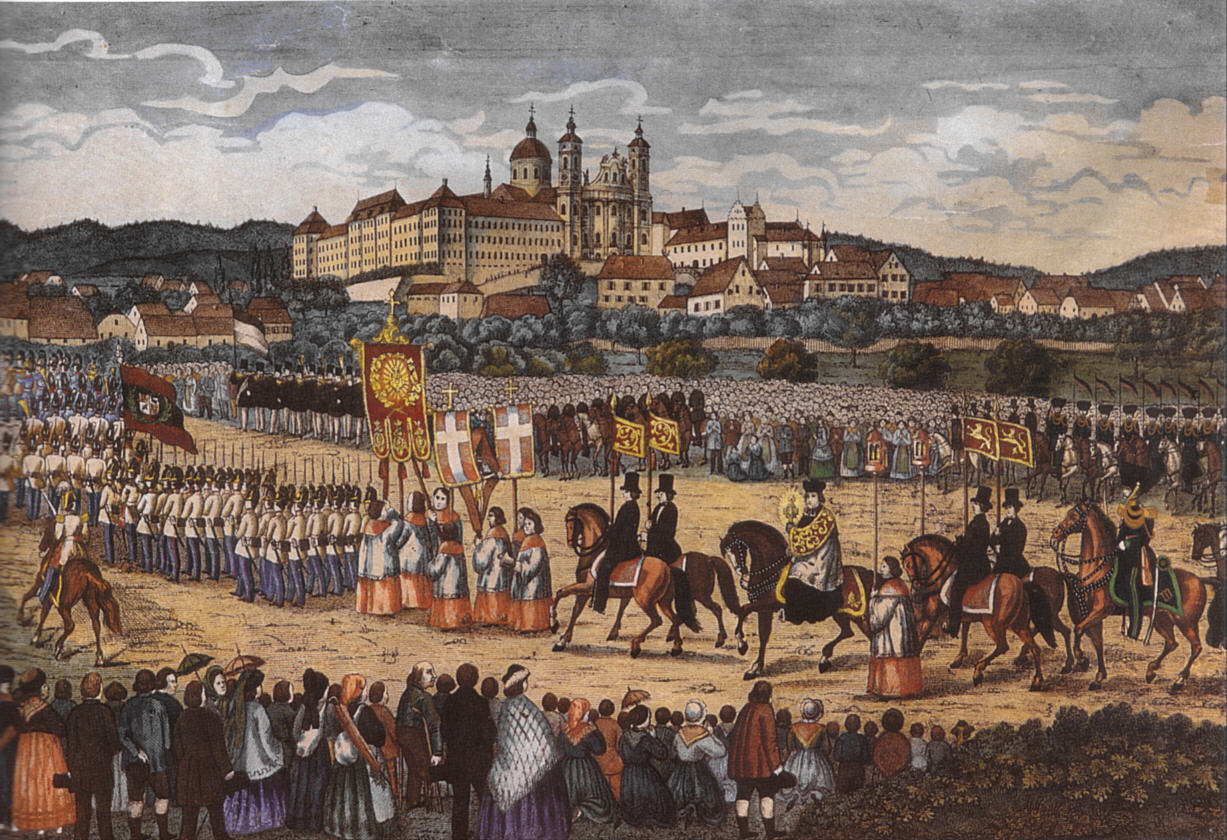
Кровавая прогулка в Вайнгартене, около 1865 г.

Блутритт (нем. Blutritt, дословный перевод: Кровавая прогулка) — ритуальная традиция конной процессии в честь реликвии Святой Крови, которая проводится в некоторых городах Германии.

## Блутритт в Вайнгартене

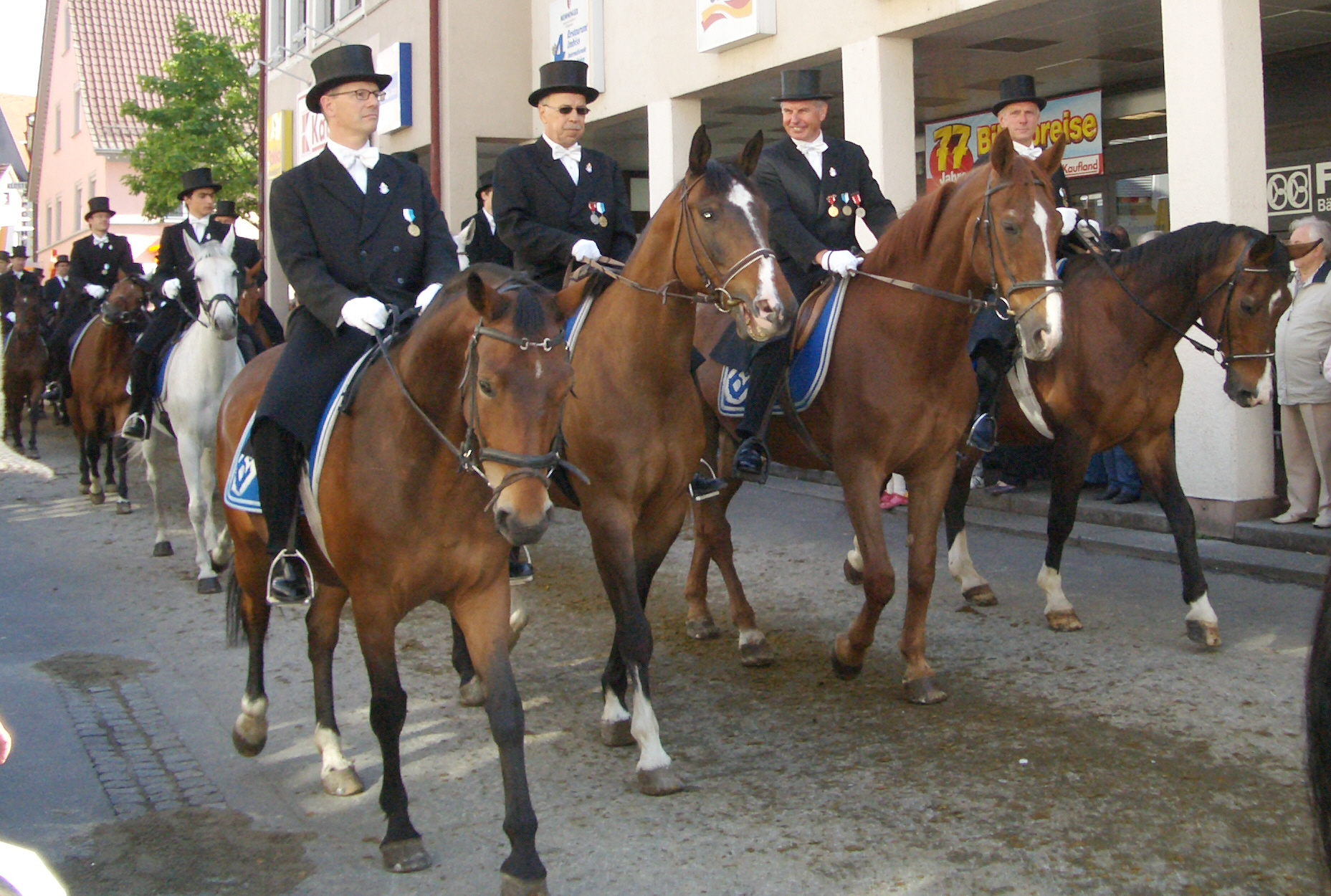
Кровавая прогулка в Вайнгартене, 2007 г.

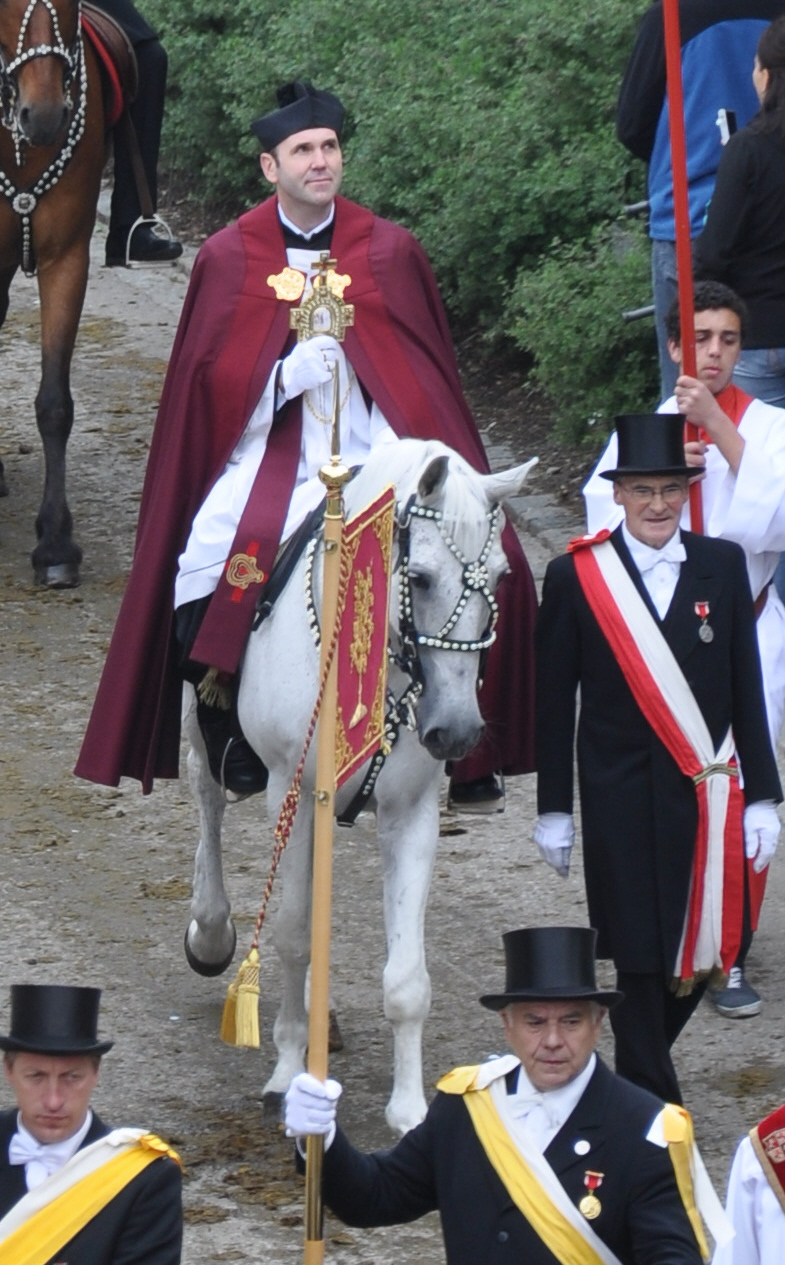
Всадник Святой Крови в Блутритт в Вайнгартене, 2011 г.

В Вайнгартене, расположенном в Верхней Швабии, ежегодно проходит масштабное конное шествие, которое считается крупнейшим в Европе. Оно проводится в пятницу после Вознесения Господня, также известную как Кровавая пятница (нем. Blutfreitag). Впервые об этом мероприятии упоминается в письменных источниках в 1529 году, и уже тогда оно описывалось как древний обычай. Это событие стало неотъемлемой частью верхнешвабской культуры и традиций. С течением времени в мероприятии стали принимать участие делегации из города-побратима Вайнгартена — Мантуи.
Уже более 950 лет в аббатстве Вайнгартен бережно хранят реликвию Святой Крови. Это несколько капель крови в комке земли — предположительно, кровь Иисуса Христа. Рака с мощами находится в церкви монастыря. В Кровавую пятницу всадник проносит реликварий через Вайнгартен и окрестности. Каждый год около двух тысяч всадников в фраках и цилиндрах, организованных в более чем 100 групп со всего региона, участвуют в этом торжественном шествии. В 2016 году их было 2366, в 2018-м — 2203, а в 2022-м — 1803, включая мужчин и женщин. В 2024 году их было 1779. Всадников сопровождают около 80 музыкальных коллективов (в 2018 году — более 4000 участников). В последние годы число всадников немного сократилось после длительного роста, но количество музыкантов, напротив, увеличилось. Ежегодно за этим событием наблюдают более 30 000 паломников и зрителей, заполняющих улицы Вайнгартена.
Традиционно Блутритт был мужским паломничеством. В 2020 году ЮНЕСКО не объявило его нематериальным культурным наследием, поскольку женщинам не разрешено участвовать. В ноябре 2020 года приходской совет прихода-организатора Святого Мартина Вайнгартена постановил, что отныне женщинам также будет разрешено участвовать в качестве всадников крови. Решение об участии принимается местными группами любителей кровавого всадничества. Симона Рюруп, мэр Байндта, муниципалитета недалеко от Вайнгартена, — одна из женщин, которым впервые разрешили ездить на велосипеде в 2022 году.
В прошлом Блутритт был исключительно мужским мероприятием. В 2020 году ЮНЕСКО не включило его в список нематериального культурного наследия, поскольку женщинам не разрешалось участвовать. Однако в ноябре 2020 года приходской совет прихода Святого Мартина Вайнгартена решил, что женщины также могут участвовать в качестве всадников крови. Решение о допуске женщин принимается местными группами любителей кровавого всадничества. Симона Рюруп, мэр Байндта, муниципалитета, расположенного недалеко от Вайнгартена, стала одной из первых женщин, которым разрешили участвовать в этом мероприятии в 2022 году.
В 2020 году из-за пандемии COVID-19 Блутритт впервые провели в онлайн-формате. Только избранные всадники и гости смогли присутствовать на богослужении и шествии лично.

### Происхождение традиции
Согласно преданию, в Вайнгартене хранится частица крови Иисуса Христа. Он был распят на горе Голгофа примерно в 30 или 31 году. Один из римских воинов, впоследствии известный как Лонгин, пронзил копьём бок распятого Христа, чтобы удостовериться в его смерти. Кровь Спасителя попала на лицо воина, и, согласно легенде, это стало источником чудодейственной целительной силы. Лонгин взял несколько капель крови, смешал их с землёй Голгофы и поместил в свинцовый сосуд. После того как апостолы крестили его, он покинул Иерусалим и отправился в Мантую (Италия), где проповедовал христианство и подвергался гонениям. В нужде и горе он спрятал ларец, а вскоре после этого принял мученическую смерть. Однажды местонахождение тайника было открыто слепому Адильберо. Эта новость дошла до императора. Император, папа и герцог Мантуанский попросили Адильберо показать им место хранения реликвии. К нему вернулось зрение. Однако из-за реликвии разгорелся конфликт, и предмет спора был разделён: часть досталась папе Льву IX, часть — герцогу Мантуанскому, а часть — императору Генриху III.
Легенда не выдерживает исторической проверки. Ранние христианские преследования Лонгина на самом деле закончились в Каппадокии. Реликвия и его кости были привезены в Мантую из Константинополя в 553 году в качестве ответного дара. Когда в 580 году Мантую осаждали лангобарды, реликвию спрятали в тайном месте. Её обнаружили вновь в 804 году. Папа Лев III и Карл Великий исследовали реликвию и разделили её. Во время осады Мантуи венграми в 923 году часть реликвии спрятали в саду госпиталя святого Андрея, а меньшую часть — в старой церкви святого Павла рядом с собором (ее нашли в 1479 году). В марте 1048 года в Мантуе нашли большую часть реликвии и кости Лонгина. Папа Лев IX в 1053 году хотел перевезти реликвию в Рим, но из-за сопротивления мантуанцев её разделили снова: одна часть осталась в Мантуе, другая отправилась в Рим. В 1055 году император Генрих III получил ещё одну часть реликвии в Мантуе.
После смерти императора в 1056 году реликвия перешла к графу Балдуину V Фландрскому (1035—1067) как символ примирения. Он передал её своей родственнице Юдифи (1032—1094), которая была замужем за Вельфом IV Альтдорфским, герцогом Баварским. Когда Вельф отправился в крестовый поход, Юдифь передала реликвию Валичо (1088—1108), настоятелю монастыря Вайнгартен. Этот монастырь был любимым местом основания и захоронения Вельфов.
Согласно историческим данным, передача реликвии произошла либо 31 мая 1090 года, либо 12 марта 1094 года. Вероятно, это случилось в пятницу после Вознесения Господня, что объясняет происхождение названий «Кровавая пятница» и «Кровавая прогулка». Событие было запечатлено в виде рельефного изображения на колоколе Осанна, созданном в 1490 году для базилики Святого Мартина.

### История Блутритта
Блутритт — это традиция, существовавшая до XVII века. Она была связана с пограничным объездом района Вайнгартен. Мужчины, достигшие совершеннолетия, отправлялись в этот объезд вместе со своими отцами. Во время поездки отцы давали сыновьям пощечины.
В 1806 году в королевстве Вюртемберг запретили кровавые скачки. В 1848 году эту традицию возродили и объединили с рынком Кровавой пятницы.

### Ритуал
Каждый вечер в День Вознесения тысячи паломников участвуют в Блутритте. Они зажигают свечи и отправляются от базилики Святого Мартина в Кройцберг. Традиция этого шествия существует с 1890 года.
В Кровавую пятницу, около 6 утра, в базилике проходит конная месса. Примерно в 7 часов начинается кровавый марш, который длится более десяти километров по улицам и полям Вайнгартена. Всадник Святой Крови, облачённый в крест с драгоценными камнями, несёт реликвию. Он дарует благословение Святой Крови дому, ферме и полям. Цепь с тремя кольцами надёжно закрепляет реликварий, чтобы он не выпал в случае, если лошадь встанет на дыбы. До закрытия монастыря в 2010 году эту роль исполнял священник монастыря Вайнгартен. С 2011 года её занимает настоятель базилики. Через пять часов реликварий возвращается обратно в базилику.

#### Маршрут процессии
Конная процессия движется к четырём открытым алтарям. Один из них находится за пределами района Вайнгартен в коммуне Байнфурт:
- 1-й алтарь — Thumbstraße 48 в приходе Святой Марии, Вайнгартен
- 2-й алтарь — Висельный крест на дороге в Эттисхофен в приходе Святого Духа, Вайнгартен
- 3-й алтарь — двор на дороге в Мохенванген в приходе Байенфурт
- 4-й алтарь — Байенфуртерштрассе у миссионерского креста в приходе Св. Мартина Вайнгартена

### ФильмРыцари крови
В 2003 году режиссёр Дуглас Вольфшпергер снял документальный фильм под названием «Рыцари крови» о нескольких участниках «Кровавой прогулки» в Вайнгартене. Премьера фильма состоялась на Международном кинофестивале в Локарно летом 2004 года.

## Блутритт в Бад-Вурцахе
В Бад-Вурцахе, в Верхней Швабии, Блутритт — неотъемлемая часть Праздника Святой Крови, отмечаемого во вторую пятницу июля. Это второе по значимости конное шествие в Центральной Европе. В нём участвуют около 1500 всадников и примерно 5000 паломников. Главное событие — почитание реликвии Святой Крови, хранящейся в частной коллекции Папы Иннокентия XII.

### Возникновение традиции
По легенде, в 1693 году, в Риме, паломник получил от папы Иннокентия XII кусок ткани, пропитанный кровью. В 1764 году эта реликвия прибыла в Бад-Вурцах.

### Ритуал
Кусок ткани, пропитанный кровью, несут в позолоченном реликварии. Его проносят во время процессии по городу и окрестностям. Лошади украшены, а всадники одеты в праздничную одежду. Шествие начинается в 7 утра с выноса реликвии из городской церкви. Завершается оно проповедью на горе Готтесберг. Мероприятие проводится во вторую пятницу июля.

#### Маршрут процессии
- Сбор реликвии Святой Крови в городской церкви Святой Верены
- Алтарь у ворот замка
- Алтарь вокзала в Йозенхофе
- Алтарь на станции в Трушвенде
- Алтарь станции в Рейнштайне
- гора Готтесберг.

## Традиция в иных местах

### Германия
- Нойлер-Швеннинген
- Вестхаузен-Липпах
- Вайсенау (нерегулярно, по юбилеям)

### Швейцария
В некоторых общинах Люцерна в День Вознесения Господня соблюдают похожий обычай, которые по-швейцарски называются «Auffahrt» или «Uffert».
- Беромюнстер[30]
- Хицкирх[31]
- Земпах

### Италия
- Мантуя[32]

## Примечание
1. ↑  3000 Reiter beim Blutritt am Freitag. In: Südkurier, 11. Mai 2010
2. ↑  Schwäbische Zeitung: Der Blutritt, ohne Datum (нем.).
3. ↑  Hans-Georg Wehling: Der Weingartener Blutritt — Was Oberschwaben ausmacht — Erinnerungsorte in Baden-Württemberg. Landeszentrale für politische Bildung Baden-Württemberg (LPB), abgerufen am 3. April 2023. Hier wiedergegeben aus Hans-Georg Wehling:. In: Reinhold Weber, Peter Steinbach, Hans-Georg Wehling (Hrsg.):. LPB BadenWürttemberg, 2012, S. 78-87 (Direkt beziehbar bei der LPB). Auch erschienen bei Kohlhammer, Stuttgart 2012, ISBN 978-3-17-021739-3.
4. ↑  Alljährlich trifft man sich zum "Blutritt" (нем.).
5. ↑  o. V.: Weingarten, Baienfort, Baindt, Neo-Medien Verlag Reken, 1991
6. ↑  Peter Eitel:. Band 2 Oberschwaben im Kaiserreich (1870—1918). Thorbecke-Verlag, Ostfildern 2015, ISBN 978-3-7995-1002-8, S. 16.
7. 1 2  Weniger Blutreiter und mehr Musikanten beim Blutritt (англ.).
8. ↑  Zeitung, Stuttgarter. 30.000 Besucher bei Blutritt-Prozession (нем.). stuttgarter-zeitung.de. Дата обращения: 29 мая 2025.
9. ↑  Blutritt in Weingarten – Alle Infos zu Terminen und Übertragung im Überblick (нем.) (26 мая 2022).
10. ↑  Blutritt – Reiterprozession durch Weingarten (англ.) (31 августа 2019).
11. ↑  Wegen Ausschluss von Frauen bei der Reiterprozession – Weingartener Blutritt wird kein Kulturerbe (англ.) (30 апреля 2020).
12. ↑  "Blutritt" in Weingarten: Das letzte Jahr ohne Reiterinnen? (англ.) (14 мая 2021).
13. ↑  In Oberschwaben gibt es nun auch „Blutreiterinnen“ (27 мая 2022).
14. ↑  Viele Frauen bereichern den Blutritt in Weingarten (англ.) (28 мая 2022).
15. ↑  Blutritt erstmals mit Frauen: „Für mich hat das mit Feminismus nichts zu tun“ (28 мая 2022).
16. ↑  Brauchtum - Weingarten: Erstmals Frauen als Reiterinnen bei Blutritt-Prozession (англ.) (27 мая 2022).
17. ↑  Kein Blutritt: Weingarten feiert Blutfreitag wegen Corona virtuell (англ.) (22 мая 2020). Архивировано из оригинала 22 мая 2020 года.
18. 1 2  Dirk Grupe: Wie das Heilig-Blut von Golgatha nach Oberschwaben kam. In: Schwäbische Zeitung, 12. Mai 2010
19. 1 2 3  Geschichte des Heiligen Blutes (англ.).
20. ↑  Sigrid Thurm. Ernst, Hans // Neue Deutsche Biographie (нем.). — Berlin: Duncker & Humblot, 1959. — Bd. 4. — S. 628—628. — ISBN 3-428-00185-0.
21. ↑  Peter Eitel. Geschichte Oberschwabens im 19. und 20. Jahrhundert, Band 2: Oberschwaben im Kaiserreich 1871-1918. — Ostfildern: Thorbecke, 2015. — ISBN 978-3-7995-1002-8.
22. ↑  Reiterprozession beschert Weingarten einen weiteren Feiertag. In: Südkurier vom 7. Mai 2016.
23. ↑  Rund 1500 Reiter zum Blutritt erwartet. In: Südkurier vom 8. Juli 2010
24. ↑  Wieder Tausende beim Heilig-Blutfest in Bad Wurzach (англ.).
25. ↑  Tausende Wallfahrer und rund 1500 Reiter verehren Reliquie (англ.) (13 июля 2018).
26. ↑  Mit der Lichterprozession in der Kirche beginnt das Bad Wurzacher Heiligblut-Fest (англ.) (5 июля 2021).
27. ↑  250 Jahre Heilig-Blut-Reliquie in Bad Wurzach (англ.). Pfarrgemeinschaft Bad Wurzach (2014).
28. ↑  Heilig-Blut-Fest und Blutritt in Bad Wurzach.
29. ↑  Auffahrtsumritt. Архивировано из оригинала 15 сентября 2016 года.
30. ↑  Auffahrtsumritt Beromünster.
31. ↑  Der Hitzkircher Auffahrtsumritt (2016).
32. ↑  Compagnia del Preziosissimo Sangue di Gesu Christo in Mantova. Blutfreitagsgemeinschaft Weingarten e. V..